# Ferruccio Manza
Ferruccio Manza (né le 26 avril 1943 à Nave, dans la province de Brescia, en Lombardie) est un ancien coureur cycliste italien.

## Biographie
Ferruccio Manza a été champion du monde du contre-la-montre par équipes en 1964 et médaillé d'argent de cette discipline aux Jeux olympiques de 1964 à Tokyo. Il passe professionnel la même année, mais n'obtient pas de résultats significatifs lors de ses deux saisons à ce niveau.

## Palmarès
- 1963
  - Gran Premio Industria Commercio e Artigianato di Botticino
- 1964
  -  Champion du monde du contre-la-montre par équipes (avec Severino Andreoli, Luciano Dalla Bona et Pietro Guerra)
  - Trophée Amedeo Guizzi
  -  Vice-champion olympique du contre-la-montre par équipes
- 1965
  - Gran Premio della Liberazione
  - Milan-Rapallo